# Christian Mejlænder Krogsvold
Christian Mejlænder Krogsvold (Oslo, Noruega; 26 de febrero de 1989), también conocido como Waterflame, es un compositor noruego de breakbeat orquestal, música de videojuegos, EDM. Autodidacta en composición y diseño de sonido, es más conocido por componer sus obras musicales en videojuegos como Castle Crashers, CastleStorm y Geometry Dash.

## Carrera musical
Nacido en Oslo, Noruega, la afición de Krogsvold por crear música comenzó en 2002, a los 13 años, cuando empezó a componer música en su tiempo libre. Sus primeros contenidos subidos comenzaron con animaciones en flash en el sitio web social Newgrounds a la edad de 14 años tras unirse a la plataforma en 2003. En 2004, creó la pieza musical, JumpyStompLoop, que fue licenciada en el juego de 2005 MecaPumble, de la pequeña empresa mexicana de programación Nibbo Studios. El tema fue rehecho como Jumper, que se utilizó por primera vez en Castle Crashers en 2008, y se usó en Geometry Dash en 2013.
Al tener éxito en Newgrounds, Krogsvold siguió expresando sus medios en línea en otros sitios web que ofrecen contenido generado por los usuarios, como YouTube y SoundCloud. En 2008, recibió peticiones de varias empresas de videojuegos para componer música, en las que comenzó su carrera componiendo música para Castle Crashers. El 11 de octubre de 2009, Krogsvold lanzó su primer álbum de música Green en línea en múltiples tiendas. También ha compuesto música para otros productores de videojuegos desde entonces, incluyendo los juegos de 2012 CastleStorm de Zen Studios y Geometry Dash de Robtop Games.
Entre encargos de composición, efectos sonoros y diseño de sonido, ha publicado 16 álbumes en' los últimos 10 años y cientos de pistas individuales a través de Newgrounds, YouTube, SoundCloud, iTunes y Spotify. Ha trabajado con numerosos desarrolladores de videojuegos, entre ellos "Zen Studios", "The Behemoth" y "MaxGames", y suele involucrarse en otras áreas del desarrollo de juegos además de la música.  Actualmente, Krogsvold crea pixel art y música electrónica en Newgrounds y en su página web. Actualmente utiliza FL Studio y teclados Roland para componer nuevos temas musicales y canciones, principalmente para videojuegos. Sus otros intereses incluyen la fotografía, la animación y el desarrollo de jergas.

## Álbumes
- Green (2009)
- Adventure (2012)
- Showdown (2013)
- Community Favorites (2015)
- Surge (2017)
- Vast (2021)

## Bandas sonoras oficiales
- MecaPumble (2004-2005)
- Stick War  (2005)
- Age of War (2007)
- "Raze" (2008)
- Castle Crashers (2008-2012)
- Awesome Tanks 2 (2012)
- Geometry Dash (2013-2016)
- Kawairun (2013)
- Great Forest Challenge (2013)
- CastleStorm (2013)
- An Alien with a Magnet (2013)
- Fox Fender (2014)
- Fox Rush (2015)
- Oh My Goat! (2015)
- SAP: Battle Arena (2015)
- Layerz (2015)
- Racing Apex (2016)
- Infinite Minigolf (2017)
- Infinite Minigolf Add on Pack Vol.1 (2017)
- Rocket Wars (2017)
- Hotshot Racing (2020)